# Stadion Lokomotiva
Das Stadion Lokomotiva ist ein 1952 erbautes Fußballstadion in der westtschechischen Stadt Cheb, Region Karlsbad. Es ist die Heimspielstätte des FK Hvězda Cheb und bietet insgesamt 15.000 Plätze. Auf der überdachten Haupttribüne finden 1.600 Fans einen Sitzplatz. Die Anlage ist sehr weitläufig. Das gesamte Spielfeld und die Kurven in den Maßen 125 × 86 m sind mit Rasen bewachsen und mit einem weißen Stahlzaun umrahmt, das Spielfeld selbst hat die Maße 108 × 65 m. Dahinter folgt ein asphaltierter Weg rundum der Rasenfläche. Neben der Haupttribüne bestehen die Zuschauerränge meist aus grasbewachsenen Erdwällen, die mit Steinplatten befestigt sind. Es stehen zehn Umkleidekabinen im Stadion-Inneren zur Verfügung. Die 1973 renovierte Sportstätte besitzt keine Flutlichtanlage.